# Kurschwert

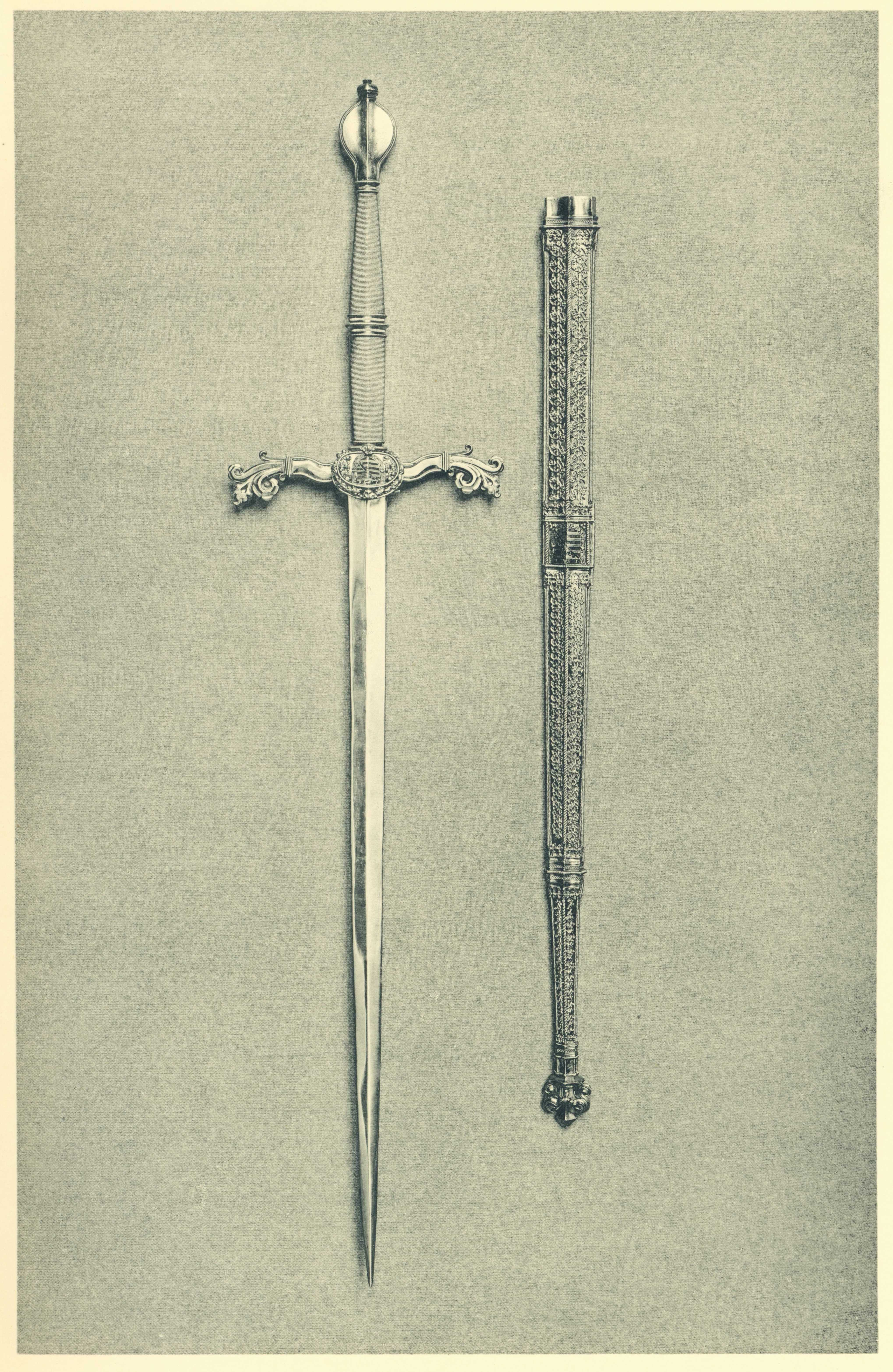
Kurschwert von Kurfürst August von Sachsen aus dem Jahr 1566

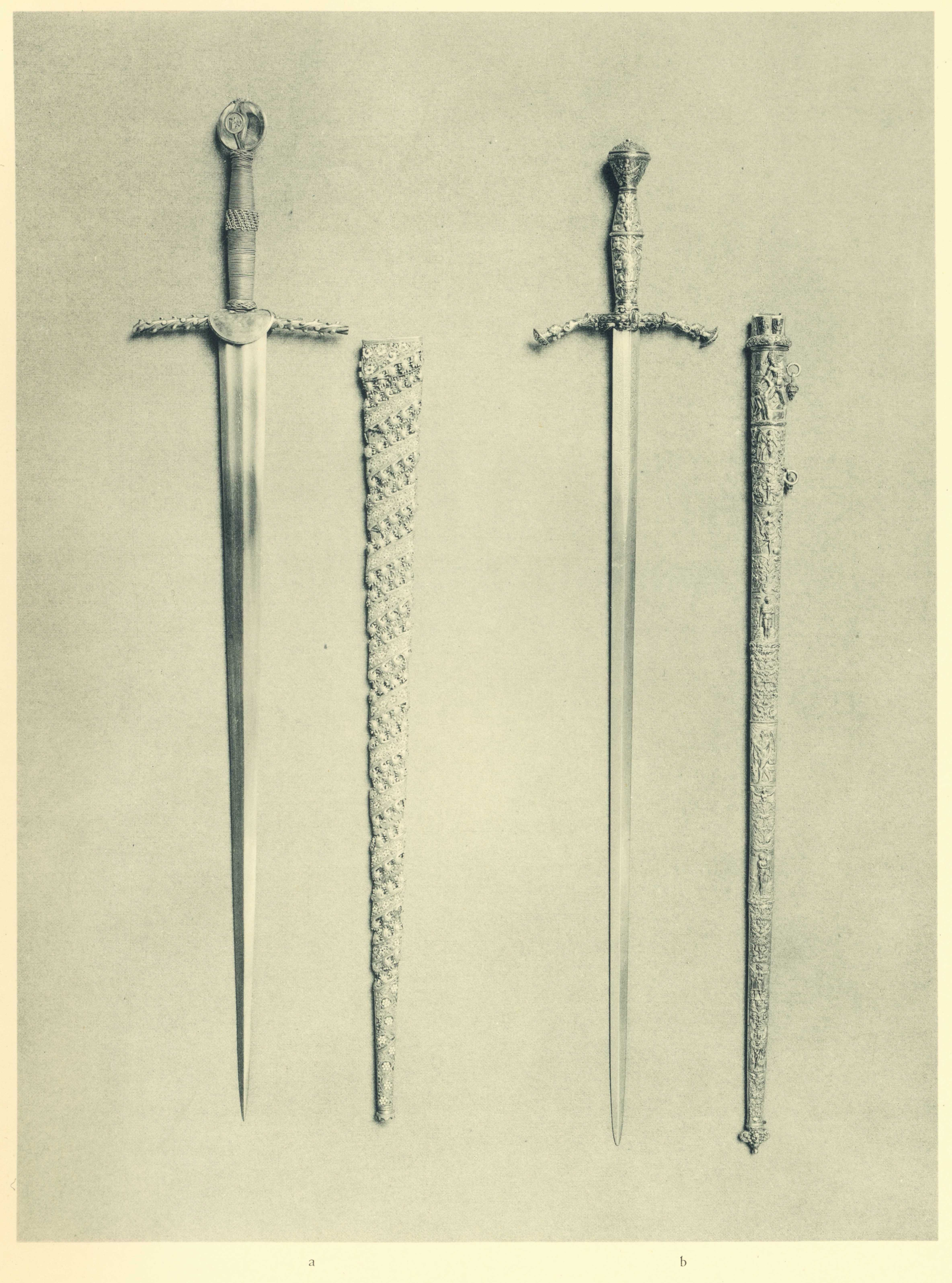
Kurschwerter von Friedrich dem Streitbaren von Sachsen aus dem Jahr 1425 (links) und Moritz von Sachsen aus dem Jahr 1547

Das Kurschwert (von mhd. kueren für ‚erwählen‘, entwickelt aus ahd. kuri ‚Überlegung, Prüfung, Wahl‘) ist grundlegend als ein – meistens besonderes prunkvolles – Schwert zu verstehen, das einem Amtsträger bei der Amtseinführung in ein hohes geistliches oder auch weltliches Amt übergeben wird. Bei der Ausübung der gerichtlichen Vollmacht eines solchen Amtsträgers wird das Schwert oft demonstrativ präsentiert. Die Übergabe eines solchen Schwertes ist für Krönungsordines schon für das frühe Mittelalter nachgewiesen. Im Zusammenspiel mit Lanze, Zepter, Reichsapfel und Krone bildete das Kurschwert ein Ensemble, in dem es für die Legitimation der Ausübung der herrscherlichen Gewalt steht. Tatsächlich in Gebrauch befindliche Schwerter lassen sich erst für das späte Mittelalter nachweisen.
In Gebrauch eines Kurfürsten ist es als ein Würdezeichen eines solchen zu verstehen. Dazu gehören Kurhut und Kurmantel, letztere meistens mit Hermelinkragen. In Kursachsen beispielsweise ist das Schwert als Zeichen des Erzmarschallamtes verwendet worden, das die Herzöge bekleideten. Es wird auch als Erzmarschallschwert oder Reichsrennfahne  bezeichnet. Viele Darstellungen zeigen den Herrscher, das Schwert mit der rechten Hand führend und auch den Kurhut tragend. So auf den Grabplatten der Kurfürsten Ernst († 1486) und Friedrich II. († 1464). 
Das Brandenburger Kurschwert (Entstehungszeit etwa 1467 bis 1538 ist noch nicht restlos geklärt) hat seine Bezeichnung erst durch den Großen Kurfürsten erhalten. Das brandenburgische Kurschwert gehört zu den Preußischen Kronjuwelen. 
Es soll sich um ein durch Papst Pius II. geweihtes Schwert handeln, welches 1460 dem Markgrafen Albrecht Achilles von Brandenburg verliehen wurde. Im 16. Jhd. wurden die päpstlichen Abzeichen entfernt und kurbrandenburgische Wappenschilder angebracht nachdem das Haus Brandenburg zum Luthertum konvertiert war.
In den Staatlichen Kunstsammlungen Dresden wird das sächsische Kurschwert von 1425 aufbewahrt. Das Kurschwert des Kurfürsten Moritz von Sachsen und das von Friedrich I., der auch der Streitbare genannt wurde, werden dort verwahrt. Friedrich I. wurde vom römisch-deutschen König Sigismund mit der Kurwürde belehnt.

## Heraldik
In der Heraldik werden zwei gekreuzte Schwerter dargestellt und so im Amtswappen des Marschalls verwendet. Die ernestinische Linie führte auf schwarz-weißem Wappenschild rote gekreuzte Schwerter. 1547 (Schmalkaldischer Krieg) wechselte die Kurwürde zu der albertinischen Linie des Hauses Wettin. Sie bevorzugten die Schwertdarstellung im Mittelschild. Im Pappenheimer Wappen verwendete man einen gevierten Schild. Die Pappenheimer waren zu Reichserbmarschällen aufgestiegen.
Die Ausführung in anderen Wappen erfolgt nach den Regeln für das Schwert als gemeine Figur.
Der Landkreis Wittenberg in Sachsen-Anhalt führt die Kurschwerter auf schwarz-weißem Schild noch heute als sein Wappen.

Kurschwerter in der Heraldik (Reichsrennfahne)
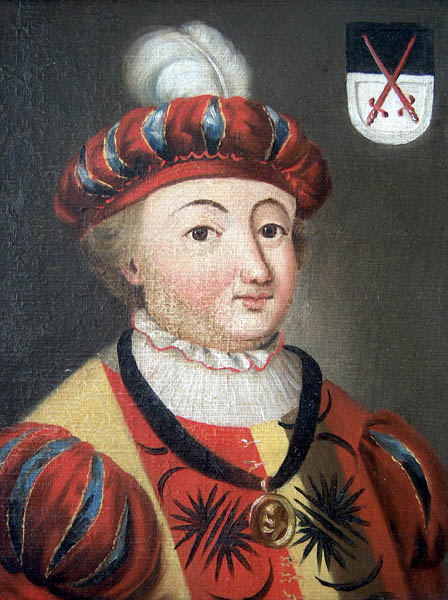
Ernst von Sachsen mit dem Kurschwertwappen
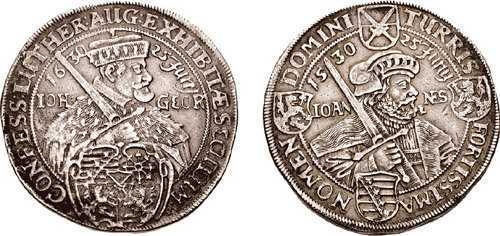
Gedenktaler 1630, auf das Jubelfest der Übergabe der Augsburger Konfession. Vs. Johann Georg I., Rs. Johann der Beständige, Münzstätte Dresden. Beide Kurfürsten sind im Kurornat mit geschultertem Kurschwert dargestellt.
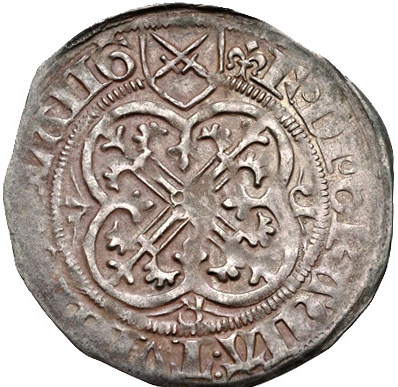
Der Schwertgroschen Friedrichs des Sanftmütigen hat seinen Namen vom Kurschild mit den Kurschwertern.
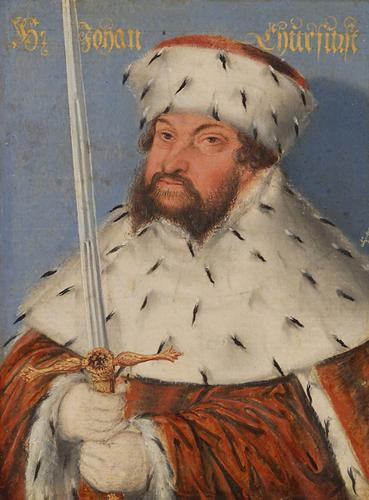
Johann von Sachsen mit Kurfürstenschwert (Lucas Cranach der Ältere 1536, Schloss Ambras)
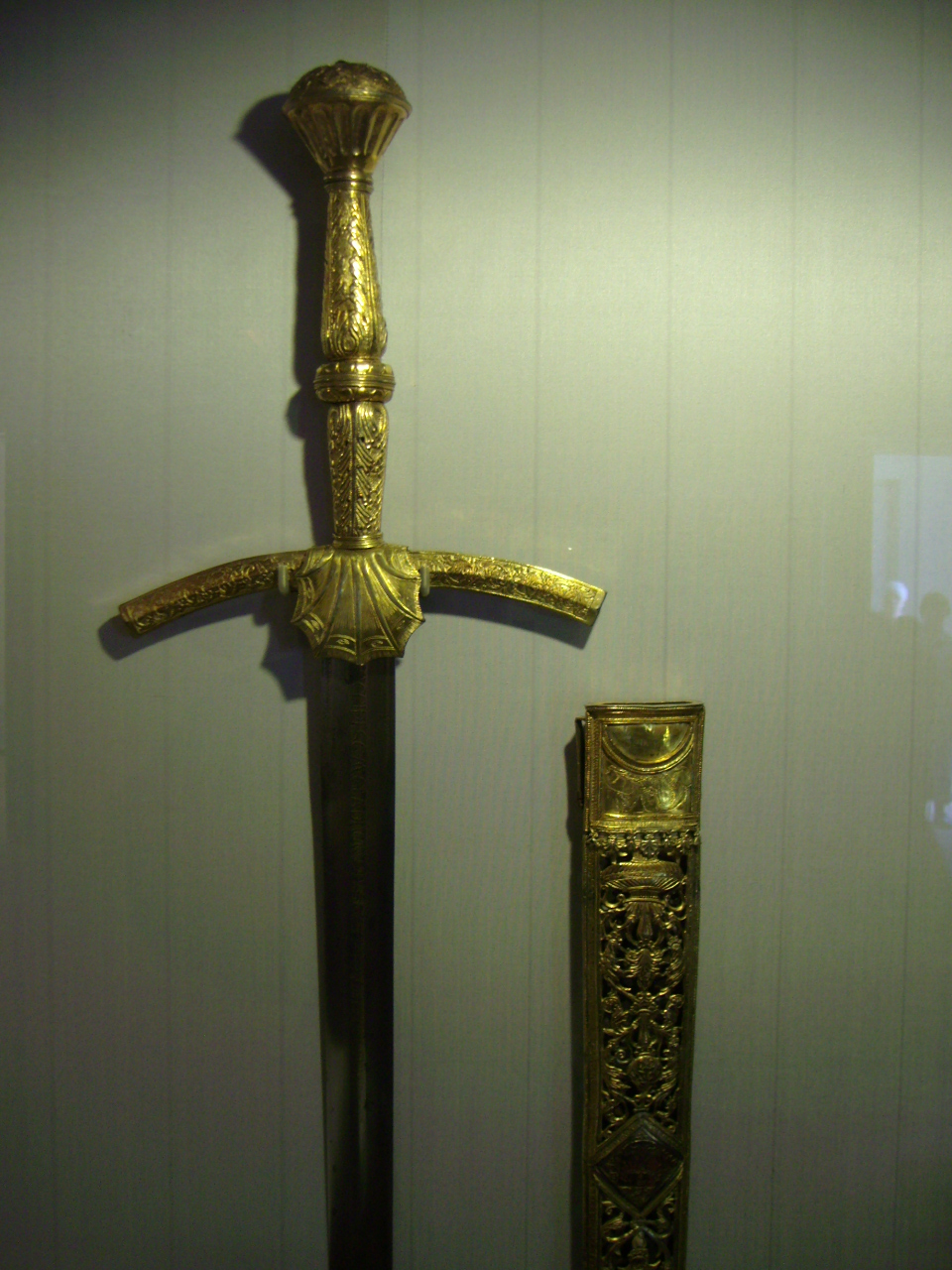
Brandenburgisches Kurschwert (auch Markgrafenschwert)

## Trivia
Zwei gekreuzte Kurschwerter haben sich ab 1731 als Logo für die Meissener-Porzellan-Manufaktur etabliert.